# Joseph Faber MacDonald
Joseph Faber MacDonald (* 20. Januar 1932 in Little Pond; † 17. Februar 2012 in Stratford (Prince Edward Island)) war römisch-katholischer Bischof von Saint John, New Brunswick.

## Leben
Joseph Faber MacDonald war zunächst Bankangestellter und studierte Katholische Theologie und Philosophie an der Saint Dunstan's University, der Saint Paul University in Ottawa und der  University of Ottawa sowie später am Institut de liturgie pastorale et missionnaire im belgischen Brügge. Er empfing am 9. März 1963 die Priesterweihe in der St. Dunstan Basilika in Charlottetown.
Papst Johannes Paul II. ernannte ihn am 11. Januar 1980 zum Bischof von Grand Falls. Die Bischofsweihe spendete ihm der Apostolische Pro-Nuntius in Kanada, Angelo Palmas, am 19. März desselben Jahres; Mitkonsekratoren waren Francis John Spence, Bischof von Charlottetown, und Alphonsus Liguori Penney, Erzbischof von Saint John’s, Neufundland.
Am 23. Oktober 1998 wurde er zum Bischof von Saint John, New Brunswick ernannt und am 12. Januar des nächsten Jahres in das Amt eingeführt. Er war in der kanadischen Bischofskonferenz (CCCB) Mitglied der Kommission für die Evangelisierung der Völker sowie der Kommissionen für Soziales, Bildung und Christianisierung. Er vertrat die CCCB im National Catholic Broadcasting Council.
Am 9. September 2006 nahm Papst Benedikt XVI. sein Rücktrittsgesuch aus gesundheitlichen Gründen an.
Joseph Faber MacDonald war Geiger und arbeitete vor seiner Priesterweihe als Studiomusiker. Er war im Juli 1976 Mitbegründer des Rollo Bay Fiddle Festival in Rollo Bay.